# Ptelèon (Èlida)
|  | Per a altres significats, vegeu «Pteleon». |

Ptelèon (en grec antic Πτελεόν) era una ciutat de Trifília, a l'Èlida que pertanyia als dominis de Nèstor, i que Homer menciona al "Catàleg de les naus" a la Ilíada.
Segons diu Estrabó, va ser una colònia de la ciutat de Pteleon a Tessàlia. Ptelèon, diu també Estrabó, al seu temps (segle i aC) ja havia desaparegut, però hi quedava un immens bosc que encara es deia Pteleasion.